# الخريج الهش
الخريج الهش هي إحدى القصص التي تشكل جزءا من روايات النموزجية لميجيل دي ثربانتس. وقام بنشرها خوان دي لا كويستا عام 1613. وتم تصنيفها كرواية واقعية حيث تعمل علي وصف شخصيات ومواقف بإسلوب فني تقني واقعي.

## عن الكاتب

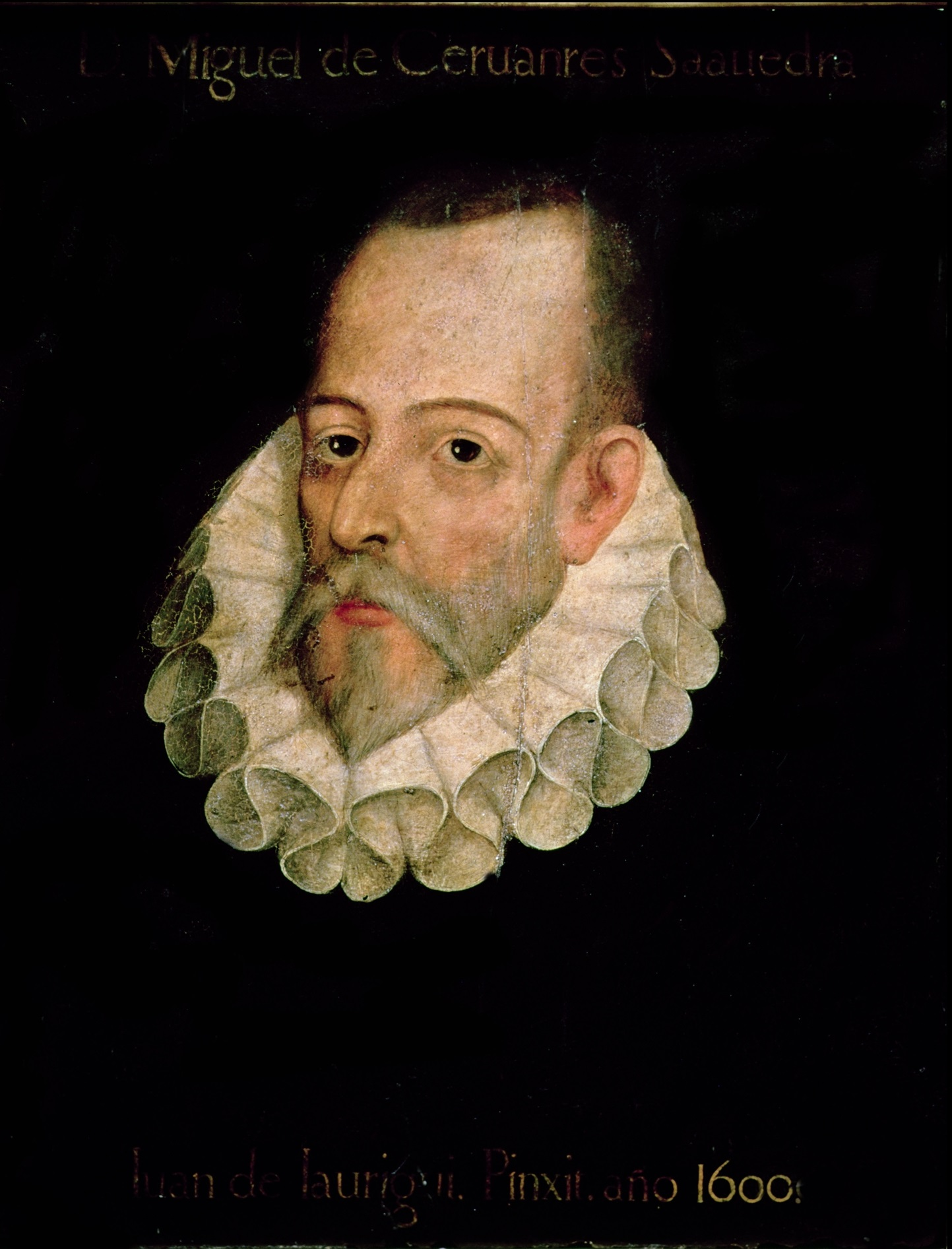
ميجيل دى ثربانتس

ميغيل دي ثيربانتس سافيدرا (بالإسبانية: Miguel de Cervantes Saavedra) كاتب مسرحي وروائي، شاعر إسباني ولد في ألكالا دي إيناريس، مدريد، إسبانيا في 29 سبتمبر 1547. وتعد رواية دون كيخوطي دي لا مانتشا (1605 - 1615 م)  التي صدرت عام من أشهر أعماله. وقد تركت حياة ثيرفانتس الحافلة بالأحداث أثرا بليغاً في أعماقه، ويظهر ذلك في روح السخرية والدعابة التي تميز أعماله. ويُعتبر من بين أشهر الشخصيات الإسبانية في العالم، ولذلك فقد قامت إسبانيا بتكريمه واضعة صورته على قطعة الـ50 سنتاً الجديدة. وبالمثل فإن جائزة ثيربانتس التي تحمل اسمه تعد بمثابة تكريما له على عمله دون كيخوطيي والذي يعد من أعظم الأعمال التي صدرت اللغة الإسبانيةة. وتوفي في مدريد، إسبانيا في 22 أبريل 1616.

## روايات نموذجية

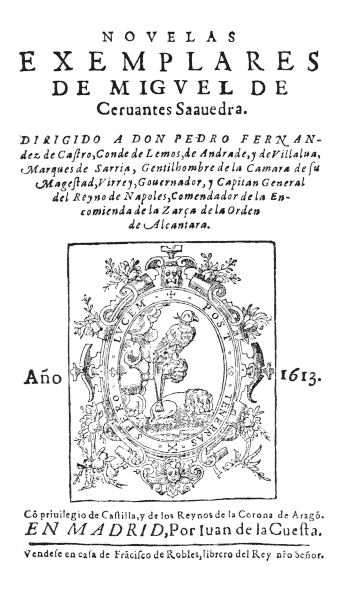
روايات نموذجية

هي سلسلة من الروايات القصيرة والتي كتبها ميغيل دي ثربانتس بين عامي 1590 و1612.ولقد نشرها خوان دي لا كويستا عام 1613 في مدريد.وكانت في البداية تسمي روايات نموذجية للترفيه الأكثر صدقاً.وتتكون من اثني عشر قصة قصيرة وتسير علي نهج النموذج المتبع في إيطاليا.وسميت بالنموذجية لانها أول نموذج للروايات باللغة القشتالية(الإسبانية) يتبع
طابع تعليمي وأخلاقي.
تم تقسيمها الي مجموعتين:تلك التي لها طابع مثالي أو نموذجي واخري لها طابع الواقعية.ويتميز الطابع المثالي بأنه الاقرب للتاثير الإيطالي والذي يناقش مواضيع تتعلق بشئون الحب مع وفرة من الأحداث.أما التي تتبع الطابع الواقعي فهي تصف البيئة وتتناول شخصيات واقعية وغالباً تكون بقصد النقد.

ومن الروايات التي لها طابع مثالي أو نموذجي:
رواية العاشق المتحرر
رواية الإسبانية الإنجليزية
رواية قوة الدم
أما التي لها طابع واقعي:
كرواية حوار الكلاب
ورواية الغجرية

## هدف الكاتب
قام ثربانتس في هذا العمل بنقد ساخر، ليعكس لنا حال أو كيف كان المجتمع آنذاك.
ويعتقد أيضا أنه يعكس جزء من حياة أوالسيرة الذاتية لثربانتس حيث انه كان كاتب وجندى وحاصل على شهادات .

## الموضوع الأساسي
يحكي عن مغامرات لإحدى الشخصيات البارعة، التي وصلت للجنون من شدة الحب والأعجاب.
جعل ثربانتس من إستخدامه لهذه الشخصية، السخرية والأستهزاء بعادات واشخاص عهدة أو عصرة.
أستخدم ثربانتس هذه الشخصية من أجل السخرية والأستهزاء من عادات وأشخاص عصره.

## حبكة الرواية
ذهب الطالب توماس روداخا إلي سلامنكا من أجل الدراسة بصحبة أحد النبلاء وتخرج بامتياز. سافر للعديد من المدن في إيطاليا، لكنه فقد عقله بسبب
ويعتقد أن جسمه من زجاج وهش للغاية. فهو مهووس بفكرة انكساره لألف قطعه:. عندما عاد من إيطاليا تخرج من كلية الحقوق في سلامنكا حيث تعرف علي فتاة جميلة أحبته لكنه لم يهتم. فلجأت إلى مساعدة صديقتها موريسكا حيث قامت بعمل سحر لتوماس. عندما يتناوله توماس لا يستطيع العيش دون حب تلك الفتاة. تعب كثيرا وصولا إلي اعتقادة بكونه زجاج، ويمنع أي لأحد من الأقتراب منه خوفا من تعرضه للكسر.
كان يطلب من الناس أسئله فيستطيع الأجابة عليها مهما كانت صعوببتها. لقب نفسه بالمحامى الزجاجي. يظل يتفتل في الشوارع وينتقد ما حوله. بعد مرور عامين قام رجل دين بمعالجته. فقرر العودة إلي فلاندرز وأن يصبح جنديا ويموت على هذا الحال .

## تحليل الشخصيات
توماس روداخا :هو طفل لدية 8 سنوات، يحلم بالدراسة والشهرة لكي تفتخر بيه عائلته ومدينته.

لا نعرف الكثير عن ماضيه، سوى أنه بدى فقيرا من ملابسه
لديه لهفة أو حرص شديد علي تعلم أشياء جديدة، ويستطيع تحقيق ذلك من خلال الدراسة والسفر.
فهو بارع وذكي، حاز بتأييد من حوله.
منذ صغره أفكاره كانت تبدو واضحة، حتى في جنونه كان ناقد وساخر.
أسياد توماس روداخا : هم طالبان فرسان، عاشوا مع توماس منذ الصغر.
الكابتن فالديفيا : هو صديق جيد للبطل، اثناء رحلتة من مالقة إلي سلامانكا. وفي النهاية إلي إيطاليا.
الفتاة :تحب توماس، ولكنه يقابل بالرفض.
أطفال القبيلة:ظهروا مرات عديدة في الرواية.
الأمير: تواجد في القصر.
موريسكا:هي التي ساعدت الفتاة لوضع الجرعة لتوماس.

## بناء الرواية
النهج: لقطات اجتماع توماس مع الطلاب الذين يقبلون عليه ودعم دراسته في سالامانكا لمدة ثماني سنوات.
عقدة: رحلتة عبر إيطاليا وفلاندرز مع فالديفيا كابتن. ليسانس في الحقوق لدى عودته إلى سالامانكا. تسبب السحر بالجنون رغبا في الحصو علي حب امرأة.
النتيجة: نظرا للشفاء الديني، عاد كجندي إلى فلاندرز مع صديقه الكابتن فالديفيا. ويموت علي نفس الحال.

## اقرأ أيضا
- دون كيخوطي
- قوة الدم
- الغيور الإكستـريمادوري
- حوار الكلاب
- الغجرية
- الإسبانية الإنجليزية
- العاشق المتحرر
- أعمال بيرسيليس وسيخيسموندا